# Eupithecia ussurii
Eupithecia ussurii là một loài bướm đêm trong họ Geometridae.